# Christian Lais
Christian Lais, né le 7 juin 1963 à Lörrach, est un chanteur allemand.

## Biographie
Christian Lais grandit sans connaître son père, auprès de sa mère et de ses grands-parents. À 7 ans, il apprend à jouer de l'accordéon et commence à chanter. Il participe à des concours et chante dans des groupes de reprises jusqu'à la fin des années 1990. Il devient choriste puis se fait remarque par le producteur David Brandes.
Au début des années 2000, il signe un premier contrat avec une chanson qu'il a écrite et fait ses propres enregistrements en solo. Bernhard Brink diffuse les chansons Für immer et Ich hab dich nie verloren. Avec David Brandes, il présente Mein Weg, son premier album, en 2008. Le single Sie vergaß zu verzeih’n atteint la 67e place des ventes de singles en Allemagne.
Mais en janvier 2009, on lui découvre une tumeur sur les cordes vocales. L'opération réussit, mais Christian Lais doit s'arrêter un an. Son deuxième album Ich bin ich qui sort dans le même temps sort dans l'indifférence. L'année suivante, le troisième album Atemlos a plus de réussite.
David Brandes a l'idée d'un duo de Christian Lais avec la chanteuse Ute Freudenberg. La chanson Auf den Dächern von Berlin, qui parle de la réunification allemande, est un grand succès, atteignant la 25e place des ventes. Freudenberg et Lais font un album en commun, Ungeteilt, qui se vend à plus de 100 000 exemplaires. L'année suivante, son album solo Neugebor’n est de nouveau dans les meilleures ventes. Il travaille de nouveau avec Ute Freudenberg ; ils sortent un deuxième album en commun Spuren von uns. Christian Lais attend deux ans pour sortir un nouvel album.

## Discographie
Albums
- Mein Weg (2008)
- Ich bin ich (2009)
- Atemlos (2010)
- Ungeteilt (avec Ute Freudenberg, 2011)
- Neugebor’n (2012)
- Spuren von uns (avec Ute Freudenberg, 2013)
- 7 (2015)

Singles
- Für immer (2004)
- Ich hab dich nie verlor’n (2006)
- Frag nicht (2008)
- Sie vergaß zu verzeih’n (2008)
- Wie Du (2008)
- Ihr Ring liegt noch hier (2009)
- Atemlos (2009)
- Ein stiller Traum (2009)
- Als sie ging (2009)
- Die Nacht hat dein Gesicht (2010)
- Der letzte Kuss (2010)
- Auf den Dächern von Berlin (avec Ute Freudenberg, 2011)
- Die Augen eines Spielers (avec Ute Freudenberg, 2011)
- Eine Träne zu viel (avec Ute Freudenberg, 2011)
- Wenn du nichts bewegst (avec Ute Freudenberg, 2011)
- Reise durch die Zeit (avec Ute Freudenberg, 2012)
- Neugebor’n (2012)
- Die Zeit mit dir (2012)
- Sorry dafür (2012)
- Damals (avec Ute Freudenberg, 2013)
- Spuren von uns (avec Ute Freudenberg, 2013)
- Immer (avec Ute Freudenberg, 2013)
- Du bist meine Burg (avec Ute Freudenberg, 2014)
- 7 × (2015)
- Weil ich Dich liebe (2015)
- Dein Kapitel im Tagebuch (2015)

## Source de la traduction
- (de) Cet article est partiellement ou en totalité issu de l’article de Wikipédia en allemand intitulé « Christian Lais » (voir la liste des auteurs).